# ناحیه پاپ
ناحیهٔ پاپ (به ازبکی: Pop tumani) یک ناحیه در ازبکستان است که در ولایت نمنگان واقع شده‌است. ناحیه پاپ ۲٬۹۴۱ کیلومتر مربع مساحت و ۱۹۷٬۶۴۸ نفر جمعیت دارد.